# Миша
Миша се нарича талисманът на Летни олимпийски игри 1980, провели се в Москва. Автор на този персонаж е илюстраторът Виктор Чижиков. Миша остава един от любимите народни герои в Русия.
Името Миша (Мишка, Михаил, Михаил Потапич) е традиционно руско прозвище на мечката. Организационният комитет на Московската олимпиада избрал в качеството на символ точно това животно, тъй като са му присъщи качества на спортиста като сила, упорство и смелост.

## История
В 1977 г. организационният комитет на олимпиадата обявява конкурс за най-доброто изображение на мечка. В резултат журито избира скицата на Виктор Чижиков, на която е изобразена усмихващ се мечок, с пояс от олимпийските кръгове. Миша е утвърден в качеството на официален талисман на 19 декември 1977 г.

## Използване
Образът на талисмана на XXII олимпиада е широко използван по време на подготовката и провеждането на олимпийските игри. Той се появява на флагчета и плакати, пощенски марки, пликове и пощенски картички, значки и сувенири, както и на страниците на печатни публикации.
На 3 август 1980 г., по време на церемонията по закриването на игрите на XXII олимпиада, проведена на Централния стадион Ленин, на Източната трибуна на стадиона е поставен художествен фонов екран. Екранът е създаден от 4,5 хиляди войници, които държат цветни щитове в ръцете си и по команда ги заменят, създавайки все по-цветни мозаечни картини. След изгасването на олимпийския огън на екрана се появява образът на олимпийската мечка с надпис „Добър път!“ и сълза се търкулва от окото на мечето Миша.
На церемонията по закриването на Зимните олимпийски игри в Сочи през 2014 г. се прави ретроспекция с олимпийските игри в Москва, които отново припомнят за отлитащото мече Миша.

## В анимацията
За популяризиране на Олимпийските игри през 1980 година в Москва от съветските аниматори освен рисунки на олимпийски теми са произведени много ръчно рисувани анимационни филми с участието и споменаване на мечето Миша – Голямата щафета, Празник е, Олимпийски игри!, Къде е мечката, Кой ще получи награда, Първи автограф, Баба Яга е против, Олимпийски характер, „Метаморфоза“, „Нокаут“ и други.
През 1979 – 1980 г. Nippon Animation заснема 26 епизода от анимето „Koguma no Misha“.
Тринадесетата серия на анимационния филм Ну, погоди! е посветен на Летните олимпийски игри в Москва през 1980 г. – мечето Миша присъства в епизода.